# سپاه تفنگداران دریایی ایالات مؤتلفه
سپاه تفنگداران دریایی ایالات مؤتلفه (انگلیسی: Confederate States Marine Corps) یگان نظامی ایالات مؤتلفه آمریکا در دوران جنگ داخلی آمریکا بود.